# Anton von Grafenstein
Andreas Anton Xaver von Grafenstein (* 14. Januar 1780 in Parkstein; † 3. Oktober 1854 in Krummennaab) war Oberpostmeister in Bamberg sowie Gründer des ältesten Denkmalschutzvereins Bayerns, des „Altenburgvereins“.

## Leben

### Herkunft
Anton entstammte dem bayerischen Briefadelsgeschlecht von Grafenstein. Er war ein Sohn des ehemaligen Regierungsrates in Amberg Johann Georg von Grafenstein (1742–1823) und dessen zweiter Ehefrau Johanna, geborene Voith von Voithenberg († 1830).

### Karriere
Grafenstein war Offizier der Bayerischen Armee, der in den napoleonischen Kriegen 1806 mit dem Ritterkreuz des Militär-Max-Joseph-Ordens und dem Orden der Ehrenlegion ausgezeichnet wurde. Er schied als Hauptmann aus der Armee aus, war später Oberpostmeister in Bamberg und Initiator der Gründung des „Vereins zur Rettung der Altenburg“, des ersten Denkmalschutzvereins in Bayern. An ihn erinnert eine Gedenktafel im Torhaus der Altenburg. Er war ab 1833 Ehrenbürger von Bamberg. Die Grafensteinstraße in Bamberg wurde nach ihm benannt. Er war außerdem Postmeister in Brixen und Regensburg, sowie Reisekommissär der Kaiserin von Russland. 1838 wurde er daher mit dem Sankt-Stanislaus-Orden ausgezeichnet. Der bayerische König würdigte Grafenstein 1842 durch die Verleihung des Ehrenkreuzes des Ludwigsordens. Außerdem war er Komtur des Verdienstordens vom Heiligen Michael.
Grafenstein war Herr auf Krummennaab, das von seiner Witwe 1856 verkauft wurde. 

### Familie
Er war mit Maria Margareta Mayr († 1863) verheiratet. Aus der Ehe gingen acht Kinder hervor.